# Superprestige veldrijden
De Superprestige is een regelmatigheidscriterium in het veldrijden, dat elk seizoen werd georganiseerd door de Belgische Verenigde Veldritorganisatoren. Vanaf de 37e editie is de organisatie in handen van Flanders Classics. In elke wedstrijd zijn er punten te verdienen en aan het eind van het seizoen wint de veldrijder met de meeste punten de Superprestige. Het regelmatigheidscriterium is opgericht in het seizoen 1982-1983. Vanaf het seizoen 2000-2001 bestaat de serie standaard uit 8 wedstrijden per seizoen.
De wedstrijden worden vanaf het seizoen 2022-2023 enkel nog in België verreden. Van het seizoen 2009-2010 tot en met 2021-2022 maakte met de Cyclocross Gieten in Nederland, één buitenlandse cross onderdeel uit van de serie. In de seizoenen daarvoor waren er meer buitenlandse crossen, met in enkele seizoen tot wel zes buitenlandse crossen.
De Superprestige staat sinds 1983 jaarlijks op het programma. De 41 edities die tot en met het seizoen 2022-2023 werden gehouden, kennen zeventien verschillende winnaars. De huidige recordhouder is Sven Nys, die dertien keer het eindklassement wist te winnen.
Sven Nys won als eerste veldrijder alle acht wedstrijden van de Superprestige in één seizoen, in 2006-2007, een prestatie die Mathieu van der Poel in het seizoen 2018-2019 evenaarde. 
Drie renners wisten het eindklassement te winnen zonder één manche in het seizoen te winnen, nl. Hennie Stamsnijder in het seizoen 1983-1984, Lars van der Haar in het seizoen 2022-2023 en Niels Vandeputte in het seizoen 2024-2025.

## Palmares per editie

### Mannen elite
| Seizoen   | Winnaar              | Tweede              | Derde                  |
| --------- | -------------------- | ------------------- | ---------------------- |
| 2024-2025 | Niels Vandeputte     | Lars van der Haar   | Michael Vanthourenhout |
| 2023-2024 | Eli Iserbyt          | Joris Nieuwenhuis   | Niels Vandeputte       |
| 2022-2023 | Lars van der Haar    | Eli Iserbyt         | Michael Vanthourenhout |
| 2021-2022 | Eli Iserbyt          | Toon Aerts          | Lars van der Haar      |
| 2020-2021 | Toon Aerts           | Eli Iserbyt         | Michael Vanthourenhout |
| 2019-2020 | Laurens Sweeck       | Eli Iserbyt         | Lars van der Haar      |
| 2018-2019 | Mathieu van der Poel | Toon Aerts          | Lars van der Haar      |
| 2017-2018 | Mathieu van der Poel | Wout van Aert       | Laurens Sweeck         |
| 2016-2017 | Mathieu van der Poel | Wout van Aert       | Laurens Sweeck         |
| 2015-2016 | Wout van Aert        | Sven Nys            | Lars van der Haar      |
| 2014-2015 | Mathieu van der Poel | Kevin Pauwels       | Lars van der Haar      |
| 2013-2014 | Sven Nys             | Niels Albert        | Tom Meeusen            |
| 2012-2013 | Sven Nys             | Niels Albert        | Klaas Vantornout       |
| 2011-2012 | Sven Nys             | Kevin Pauwels       | Zdeněk Štybar          |
| 2010-2011 | Sven Nys             | Kevin Pauwels       | Zdeněk Štybar          |
| 2009-2010 | Zdeněk Štybar        | Niels Albert        | Sven Nys               |
| 2008-2009 | Sven Nys             | Klaas Vantornout    | Bart Wellens           |
| 2007-2008 | Sven Nys             | Bart Wellens        | Niels Albert           |
| 2006-2007 | Sven Nys             | Erwin Vervecken     | Bart Wellens           |
| 2005-2006 | Sven Nys             | Gerben de Knegt     | Bart Wellens           |
| 2004-2005 | Sven Nys             | Richard Groenendaal | Sven Vanthourenhout    |
| 2003-2004 | Bart Wellens         | Sven Nys            | Erwin Vervecken        |
| 2002-2003 | Sven Nys             | Bart Wellens        | Mario De Clercq        |
| 2001-2002 | Sven Nys             | Erwin Vervecken     | Bart Wellens           |
| 2000-2001 | Richard Groenendaal  | Bart Wellens        | Erwin Vervecken        |
| 1999-2000 | Sven Nys             | Richard Groenendaal | Adrie van der Poel     |
| 1998-1999 | Sven Nys             | Bart Wellens        | Adrie van der Poel     |
| 1997-1998 | Richard Groenendaal  | Adrie van der Poel  | Mario De Clercq        |
| 1996-1997 | Adrie van der Poel   | Mario De Clercq     | Richard Groenendaal    |
| 1995-1996 | Luca Bramati         | Richard Groenendaal | Adrie van der Poel     |
| 1994-1995 | Radomír Šimůnek      | Richard Groenendaal | Adrie van der Poel     |
| 1993-1994 | Daniele Pontoni      | Marc Janssens       | Thomas Frischknecht    |
| 1992-1993 | Daniele Pontoni      | Thomas Frischknecht | Danny De Bie           |
| 1991-1992 | Radomír Šimůnek      | Danny De Bie        | Frank van Bakel        |
| 1990-1991 | Radomír Šimůnek      | Danny De Bie        | Kurt De Roose          |
| 1989-1990 | Danny De Bie         | Paul De Brauwer     | Henk Baars             |
| 1988-1989 | Hennie Stamsnijder   | Paul De Brauwer     | Henk Baars             |
| 1987-1988 | Roland Liboton       | Hennie Stamsnijder  | Paul De Brauwer        |
| 1986-1987 | Hennie Stamsnijder   | Frank van Bakel     | Martin Hendriks        |
| 1985-1986 | Roland Liboton       | Hennie Stamsnijder  | Paul De Brauwer        |
| 1984-1985 | Roland Liboton       | Hennie Stamsnijder  | Rein Groenendaal       |
| 1983-1984 | Hennie Stamsnijder   | Rein Groenendaal    | Albert Zweifel         |
| 1982-1983 | Hennie Stamsnijder   | Johan Ghyllebert    | Paul De Brauwer        |

### Vrouwen elite
| Seizoen   | Winnares                   | Tweede                     | Derde                |
| --------- | -------------------------- | -------------------------- | -------------------- |
| 2024-2025 | Lucinda Brand              | Ceylin del Carmen Alvarado | Inge van der Heijden |
| 2023-2024 | Ceylin del Carmen Alvarado | Annemarie Worst            | Aniek van Alphen     |
| 2022-2023 | Ceylin del Carmen Alvarado | Inge van der Heijden       | Denise Betsema       |
| 2021-2022 | Lucinda Brand              | Denise Betsema             | Annemarie Worst      |
| 2020-2021 | Lucinda Brand              | Ceylin del Carmen Alvarado | Denise Betsema       |
| 2019-2020 | Ceylin del Carmen Alvarado | Yara Kastelijn             | Annemarie Worst      |
| 2018-2019 | Sanne Cant                 | Annemarie Worst            | Denise Betsema       |
| 2017-2018 | Sanne Cant                 | Maud Kaptheijns            | Annemarie Worst      |
| 2016-2017 | Sanne Cant                 | Sophie de Boer             | Ellen Van Loy        |
| 2015-2016 | Sanne Cant                 | Nikki Harris               | Jolien Verschueren   |

### Mannen U23
| Seizoen   | Winnaar                                      | Tweede                                       | Derde                                        |
| --------- | -------------------------------------------- | -------------------------------------------- | -------------------------------------------- |
| 2023-2024 | Niet georganiseerd                           | Niet georganiseerd                           | Niet georganiseerd                           |
| 2022-2023 | Niet georganiseerd                           | Niet georganiseerd                           | Niet georganiseerd                           |
| 2021-2022 | Niet georganiseerd                           | Niet georganiseerd                           | Niet georganiseerd                           |
| 2020-2021 | Niet georganiseerd vanwege de coronapandemie | Niet georganiseerd vanwege de coronapandemie | Niet georganiseerd vanwege de coronapandemie |
| 2019-2020 | Tom Pidcock                                  | Ben Turner                                   | Ryan Kamp                                    |
| 2018-2019 | Tom Pidcock                                  | Ben Turner                                   | Eli Iserbyt                                  |
| 2017-2018 | Sieben Wouters                               | Adam Ťoupalík                                | Jens Dekker                                  |
| 2016-2017 | Quinten Hermans                              | Joris Nieuwenhuis                            | Nicolas Cleppe                               |
| 2015-2016 | Eli Iserbyt                                  | Quinten Hermans                              | Daan Hoeyberghs                              |
| 2014-2015 | Michael Vanthourenhout                       | Laurens Sweeck                               | Toon Aerts                                   |
| 2013-2014 | Mathieu van der Poel                         | Wout Van Aert                                | Gianni Vermeersch                            |
| 2012-2013 | Wout van Aert                                | Jens Adams                                   | Gianni Vermeersch                            |
| 2011-2012 | Lars van der Haar                            | Wietse Bosmans                               | Stan Godrie                                  |
| 2010-2011 | Jim Aernouts                                 | Lars van der Haar                            | Vincent Baestaens                            |
| 2009-2010 | Tom Meeusen                                  | Jim Aernouts                                 | Kenneth Van Compernolle                      |
| 2008-2009 | Philipp Walsleben                            | Kenneth Van Compernolle                      | Tom Meeusen                                  |
| 2007-2008 | Thijs van Amerongen                          | Jempy Drucker                                | Julien Taramarcaz                            |
| 2006-2007 | Niels Albert                                 | Zdeněk Štybar                                | Rob Peeters                                  |
| 2005-2006 | Niels Albert                                 | Eddy van IJzendoorn                          | Dieter Vanthourenhout                        |
| 2004-2005 | Niels Albert                                 | Radomír Šimůnek jr                           | Lars Boom                                    |
| 2003-2004 | Wesley Van Der Linden                        | Klaas Vantornout                             | Martin Zlámalík                              |
| 2002-2003 | Thijs Verhagen                               | Bart Aernouts                                | Wesley Van Der Linden                        |

### Vrouwen U23
| Seizoen   | Winnares                                     | Tweede                                       | Derde                                        |
| --------- | -------------------------------------------- | -------------------------------------------- | -------------------------------------------- |
| 2023-2024 | Niet georganiseerd                           | Niet georganiseerd                           | Niet georganiseerd                           |
| 2022-2023 | Niet georganiseerd                           | Niet georganiseerd                           | Niet georganiseerd                           |
| 2021-2022 | Niet georganiseerd                           | Niet georganiseerd                           | Niet georganiseerd                           |
| 2020-2021 | Niet georganiseerd vanwege de coronapandemie | Niet georganiseerd vanwege de coronapandemie | Niet georganiseerd vanwege de coronapandemie |
| 2019-2020 | Ceylin del Carmen Alvarado                   | Inge van der Heijden                         | Shirin van Anrooij                           |
| 2018-2019 | Ceylin del Carmen Alvarado                   | Inge van der Heijden                         | Fleur Nagengast                              |

### Mannen junioren
| Seizoen   | Winnaar                                      | Tweede                                       | Derde                                        |
| --------- | -------------------------------------------- | -------------------------------------------- | -------------------------------------------- |
| 2024-2025 | Geen klassement, wel losse wedstrijden       | Geen klassement, wel losse wedstrijden       | Geen klassement, wel losse wedstrijden       |
| 2022-2023 | Geen klassement, wel losse wedstrijden       | Geen klassement, wel losse wedstrijden       | Geen klassement, wel losse wedstrijden       |
| 2021-2022 | Geen klassement, wel losse wedstrijden       | Geen klassement, wel losse wedstrijden       | Geen klassement, wel losse wedstrijden       |
| 2020-2021 | Niet georganiseerd vanwege de coronapandemie | Niet georganiseerd vanwege de coronapandemie | Niet georganiseerd vanwege de coronapandemie |
| 2019-2020 | Thibau Nys                                   | Lennert Belmans                              | Ward Huybs                                   |
| 2018-2019 | Witse Meeussen                               | Ryan Cortjens                                | Lennert Belmans                              |
| 2017-2018 | Tomáš Kopecký                                | Ryan Kamp                                    | Pim Ronhaar                                  |
| 2016-2017 | Jelle Camps                                  | Toon Vandebosch                              | Thymen Arensman                              |
| 2015-2016 | Jens Dekker                                  | Jappe Jaspers                                | Seppe Rombouts                               |
| 2014-2015 | Eli Iserbyt                                  | Johan Jacobs                                 | Maik van der Heijden                         |
| 2013-2014 | Yannick Peeters                              | Thomas Joseph                                | Thijs Aerts                                  |
| 2012-2013 | Mathieu van der Poel                         | Quinten Hermans                              | Martijn Budding                              |
| 2011-2012 | Mathieu van der Poel                         | Wout Van Aert                                | Daan Soete                                   |
| 2010-2011 | Laurens Sweeck                               | Diether Sweeck                               | Jens Vandekinderen                           |
| 2009-2010 | David van der Poel                           | Laurens Sweeck                               | Mike Teunissen                               |
| 2008-2009 | Tijmen Eising                                | Lars van der Haar                            | Wietse Bosmans                               |
| 2007-2008 | Stef Boden                                   | Tijmen Eising                                | Geert van der Horst                          |
| 2006-2007 | Ramon Sinkeldam                              | Joeri Adams                                  | Vincent Baestaens                            |
| 2005-2006 | Tom Meeusen                                  | Kevin Cant                                   | Kenneth Van Compernolle                      |
| 2004-2005 | Ricardo van der Velde                        | Tom Meeusen                                  | Jan Van Dael                                 |
| 2003-2004 | Niels Albert                                 | Thijs van Amerongen                          | Jempy Drucker                                |
| 2002-2003 | Lars Boom                                    | Eddy van IJzendoorn                          | Dieter Vanthourenhout                        |
| 2001-2002 | Kevin Pauwels                                | Dieter Vanthourenhout                        | Nick Sels                                    |

## Statistieken

### Dagoverwinningen (min. 3 overwinningen)
| Overwinningen | Renner               | Land        |
| ------------- | -------------------- | ----------- |
| 64            | Sven Nys             | België      |
| 32            | Mathieu van der Poel | Nederland   |
| 21            | Roland Liboton       | België      |
| 20            | Richard Groenendaal  | Nederland   |
| 18            | Daniele Pontoni      | Italië      |
| 14            | Niels Albert         | België      |
| 14            | Hennie Stamsnijder   | Nederland   |
| 14            | Wout van Aert        | België      |
| 13            | Adrie van der Poel   | Nederland   |
| 13            | Eli Iserbyt          | België      |
| 11            | Danny De Bie         | België      |
| 11            | Bart Wellens         | België      |
| 9             | Erwin Vervecken      | België      |
| 9             | Radomír Šimůnek      | Tsjechië    |
| 8             | Laurens Sweeck       | België      |
| 7             | Zdeněk Štybar        | Tsjechië    |
| 6             | Mario De Clercq      | België      |
| 6             | Klaas Vantornout     | België      |
| 6             | Thomas Frischknecht  | Zwitserland |
| 5             | Kevin Pauwels        | België      |
| 5             | Paul De Brauwer      | België      |
| 4             | Toon Aerts           | België      |
| 4             | Luca Bramati         | Italië      |
| 4             | Tom Meeusen          | België      |
| 4             | Paul Herygers        | België      |
| 3             | Rein Groenendaal     | Nederland   |
| 3             | Beat Breu            | Zwitserland |
| 3             | Frank van Bakel      | Nederland   |
| 3             | Peter Hric           | Slowakije   |
| 3             | Joris Nieuwenhuis    | Nederland   |

| Overwinningen | Land                |
| ------------- | ------------------- |
| 215           | België              |
| 95            | Nederland           |
| 22            | Italië              |
| 20            | Tsjechië            |
| 11            | Zwitserland         |
| 3             | Slowakije           |
| 2             | Verenigd Koninkrijk |

| Overwinningen | Renster                    | Land                |
| ------------- | -------------------------- | ------------------- |
| 27            | Sanne Cant                 | België              |
| 17            | Ceylin del Carmen Alvarado | Nederland           |
| 15            | Lucinda Brand              | Nederland           |
| 10            | Daphny van den Brand       | Nederland           |
| 8             | Marianne Vos               | Nederland           |
| 6             | Helen Wyman                | Verenigd Koninkrijk |
| 5             | Nikki Harris               | Verenigd Koninkrijk |
| 5             | Sanne van Paassen          | Nederland           |
| 4             | Maud Kaptheijns            | Nederland           |
| 3             | Denise Betsema             | Nederland           |
| 3             | Annemarie Worst            | Nederland           |
| 3             | Katherine Compton          | Verenigde Staten    |
| 3             | Hilde Quintens             | België              |
| 3             | Anja Nobus                 | België              |
| 3             | Reza Hormes-Ravenstijn     | Nederland           |
| 3             | Fem van Empel              | Nederland           |

| Overwinningen | Land                |
| ------------- | ------------------- |
| 80            | Nederland           |
| 36            | België              |
| 11            | Verenigd Koninkrijk |
| 3             | Verenigde Staten    |
| 2             | Italië              |
| 2             | Tsjechië            |
| 1             | Duitsland           |

### Eindoverwinningen

#### Mannen elite
| Eindoverwinningen | Renner               | Edities                                                                                   |
| ----------------- | -------------------- | ----------------------------------------------------------------------------------------- |
| 13                | Sven Nys             | 98-99, 99-00, 01-02, 02-03, 04-05, 05-06, 06-07, 07-08, 08-09, 10-11, 11-12, 12-13, 13-14 |
| 4                 | Hennie Stamsnijder   | 82-83, 83-84, 86-87, 88-89                                                                |
| 4                 | Mathieu van der Poel | 14-15, 16-17, 17-18, 18-19                                                                |
| 3                 | Roland Liboton       | 84-85, 85-86, 87-88                                                                       |
| 3                 | Radomír Šimůnek      | 90-91, 91-92, 94-95                                                                       |
| 2                 | Daniele Pontoni      | 92-93, 93-94                                                                              |
| 2                 | Richard Groenendaal  | 97-98, 00-01                                                                              |
| 2                 | Eli Iserbyt          | 21-22, 23-24                                                                              |
| 1                 | Danny De Bie         | 89-90                                                                                     |
| 1                 | Luca Bramati         | 95-96                                                                                     |
| 1                 | Adrie van der Poel   | 96-97                                                                                     |
| 1                 | Bart Wellens         | 03-04                                                                                     |
| 1                 | Zdeněk Štybar        | 09-10                                                                                     |
| 1                 | Wout van Aert        | 15-16                                                                                     |
| 1                 | Laurens Sweeck       | 19-20                                                                                     |
| 1                 | Toon Aerts           | 20-21                                                                                     |
| 1                 | Lars van der Haar    | 22-23                                                                                     |
| 1                 | Niels Vandeputte     | 24-25                                                                                     |

#### Vrouwen elite
| Eindoverwinningen | Renster                    | Edities                    |
| ----------------- | -------------------------- | -------------------------- |
| 4                 | Sanne Cant                 | 15-16, 16-17, 17-18, 18-19 |
| 3                 | Ceylin del Carmen Alvarado | 19-20, 22-23, 23-24        |
| 3                 | Lucinda Brand              | 20-21, 21-22, 24-25        |

## Edities
| Editie | Seizoen   | Naam          | Aantal crossen | Tv-zender |
| ------ | --------- | ------------- | -------------- | --- |
| 43     | 2024-2025 | Superprestige | 8              | Telenet (Play Sports Open) Proximus (Pickx Sports) Sporza (live Ruddervoorde en Diegem, rest samenvatting) Eurosport |
| 42     | 2023-2024 | Superprestige | 8              | Telenet (Play Sports Open) Proximus (Pickx Sports) Sporza (live Gullegem en Diegem, rest samenvatting) Eurosport     |
| 41     | 2022-2023 | Superprestige | 8              | Telenet (Play Sports Open) Proximus (Pickx Sports) Sporza (live Diegem en Gullegem, rest samenvatting) Eurosport     |
| 40     | 2021-2022 | Superprestige | 8              | Telenet (Play Sports Open) Proximus (Pickx Sports) Sporza (live Niel en Diegem, rest samenvatting) Eurosport         |
| 39     | 2020-2021 | Superprestige | 8              | Telenet (Play Sports) Proximus (Pickx Sports) Eurosport                                                              |
| 38     | 2019-2020 | Superprestige | 8              | Telenet (Play Sports) Proximus (Pickx Sports) Ziggo Sport                                                            |
| 37     | 2018-2019 | Superprestige | 8              | Telenet (Play Sports) Proximus (11-kanaal) Ziggo Sport                                                               |
| 36     | 2017-2018 | Superprestige | 8              | Telenet (Play Sports) Proximus (11-kanaal) Ziggo Sport                                                               |
| 35     | 2016-2017 | Superprestige | 8              | Telenet (Play Sports) Proximus (11-kanaal)                                                                           |
| 34     | 2015-2016 | Superprestige | 8              | Telenet (Play Sports)                                                                                                |
| 33     | 2014-2015 | Superprestige | 8              | VIER |
| 32     | 2013-2014 | Superprestige | 8              | VIER |
| 31     | 2012-2013 | Superprestige | 8              | VIER |
| 30     | 2011-2012 | Superprestige | 8              | VT4 |
| 29     | 2010-2011 | Superprestige | 8              | VT4 |
| 28     | 2009-2010 | Superprestige | 8              | VT4 |
| 27     | 2008-2009 | Superprestige | 8              | VT4 |
| 26     | 2007-2008 | Superprestige | 8              | VT4 |
| 25     | 2006-2007 | Superprestige | 8              | |
| 24     | 2005-2006 | Superprestige | 8              | |
| 23     | 2004-2005 | Superprestige | 8              | |
| 22     | 2003-2004 | Superprestige | 8              | |
| 21     | 2002-2003 | Superprestige | 8              | |
| 20     | 2001-2002 | Superprestige | 8              | |
| 19     | 2000-2001 | Superprestige | 8              | |
| 18     | 1999-2000 | Superprestige | 11             | |
| 17     | 1998-1999 | Superprestige | 11             | |
| 16     | 1997-1998 | Superprestige | 9              | |
| 15     | 1996-1997 | Superprestige | 9              | |
| 14     | 1995-1996 | Superprestige | 10             | |
| 13     | 1994-1995 | Superprestige | 9              | |
| 12     | 1993-1994 | Superprestige | 9              | |
| 11     | 1992-1993 | Superprestige | 11             | |
| 10     | 1991-1992 | Superprestige | 11             | |
| 9      | 1990-1991 | Superprestige | 11             | |
| 8      | 1989-1990 | Superprestige | 11             | |
| 7      | 1988-1989 | Superprestige | 10             | |
| 6      | 1987-1988 | Superprestige | 10             | |
| 5      | 1986-1987 | Superprestige | 8              | |
| 4      | 1985-1986 | Superprestige | 7              | |
| 3      | 1984-1985 | Superprestige | 8              | |
| 2      | 1983-1984 | Superprestige | 6              | |
| 1      | 1982-1983 | Superprestige | 4              | |

## Puntenverdeling per wedstrijd
Punten worden toegekend aan alle crossers die in aanmerking komen voor Superprestige-punten. De top vijftien ontvangt punten aan de hand van de volgende tabel:
| Positie | 1  | 2  | 3  | 4  | 5  | 6  | 7 | 8 | 9 | 10 | 11 | 12 | 13 | 14 | 15 |
| Punten  | 15 | 14 | 13 | 12 | 11 | 10 | 9 | 8 | 7 | 6  | 5  | 4  | 3  | 2  | 1  |

## Manches
| België              |                                        |                        |    |
| Boom                | Niels Albert CX                        | 2017-heden             | 7  |
| Diegem              | Cyclocross Diegem                      | 1982-2019 & 2022-heden | 40 |
| Gavere              | Cyclocross Asper-Gavere                | 1983-2022              | 40 |
| Gullegem            | Cyclocross Gullegem                    | 2023                   | 1  |
| Hamme               | Bollekescross                          | 2004-2013              | 10 |
| Merksplas           | Vlaamse Aardbeiencross                 | 1999-2019 & 2020-heden | 25 |
| Middelkerke         | Noordzeecross                          | 2011-2021 & 2022-heden | 14 |
| Niel                | Jaarmarktcross                         | 2020-heden             | 4  |
| Overijse            | Druivencross                           | 1983-2000 & 2023-heden | 20 |
| Ruddervoorde        | Cyclocross Ruddervoorde                | 1998-heden             | 26 |
| Spa-Francorchamps   | GP Région Wallonne                     | 2014-2016              | 3  |
| Vorselaar           | GP Fidea                               | 2002-2010              | 9  |
| Westouter           | Cyclocross Westouter                   | 1994                   | 1  |
| Zillebeke           | Cyclocross Zillebeke                   | 1982-1993              | 11 |
| Zolder              | GP Eric De Vlaeminck                   | 2020-heden             | 4  |
| Zonhoven            | Cyclocross Zonhoven                    | 2010-2019              | 11 |
| Frankrijk           |                                        |                        |    |
| Harnes              | Cyclocross Porte du Hainaut            | 1991-2004              | 14 |
| Italië              |                                        |                        |    |
| Milaan              | Trofeo Mamma & Papà Guerciotti         | 1993-1997              | 5  |
| Rome                | Memorial Romano Scotti                 | 1984-1992              | 9  |
| Silvelle            | GP Selle Italia                        | 1994-1995 & 1997-1999  | 5  |
| Nederland           |                                        |                        |    |
| Gieten              | Cyclocross Gieten                      | 1989-2021              | 33 |
| Heerlen             | Cyclocross Heerlen                     | 2000                   | 1  |
| Oss                 | Cyclocross Oss                         | 1984-1988              | 5  |
| Sint-Michielsgestel | GP Groenendaal                         | 1996-1998 & 2000-2006  | 11 |
| Surhuisterveen      | Centrumcross                           | 1998-1999              | 2  |
| Valkenswaard        | Cyclocross Valkenswaard                | 1983-1992              | 10 |
| Veghel              | Internationale cyclocross Veghel-Eerde | 2007-2008              | 2  |
| Spanje              |                                        |                        |    |
| Zarautz             | Ziklokross Zarautz                     | 1986-1993              | 8  |
| Tsjechië            |                                        |                        |    |
| Pilsen              | Cyclocross Pilsen                      | 1989-1992 & 1994-1996  | 7  |
| Zwitserland         |                                        |                        |    |
| Wetzikon            | GP Wetzikon                            | 1988-2000              | 13 |
| Zürich              | Waidquer Zurich                        | 1983-1984 & 1987-1989  | 4  |